# Eduard Schleich der Jüngere
Eduard Schleich der Jüngere (* 15. Februar 1853 in München; † 28. Oktober 1893 ebenda) war ein deutscher Landschaftsmaler.

## Leben

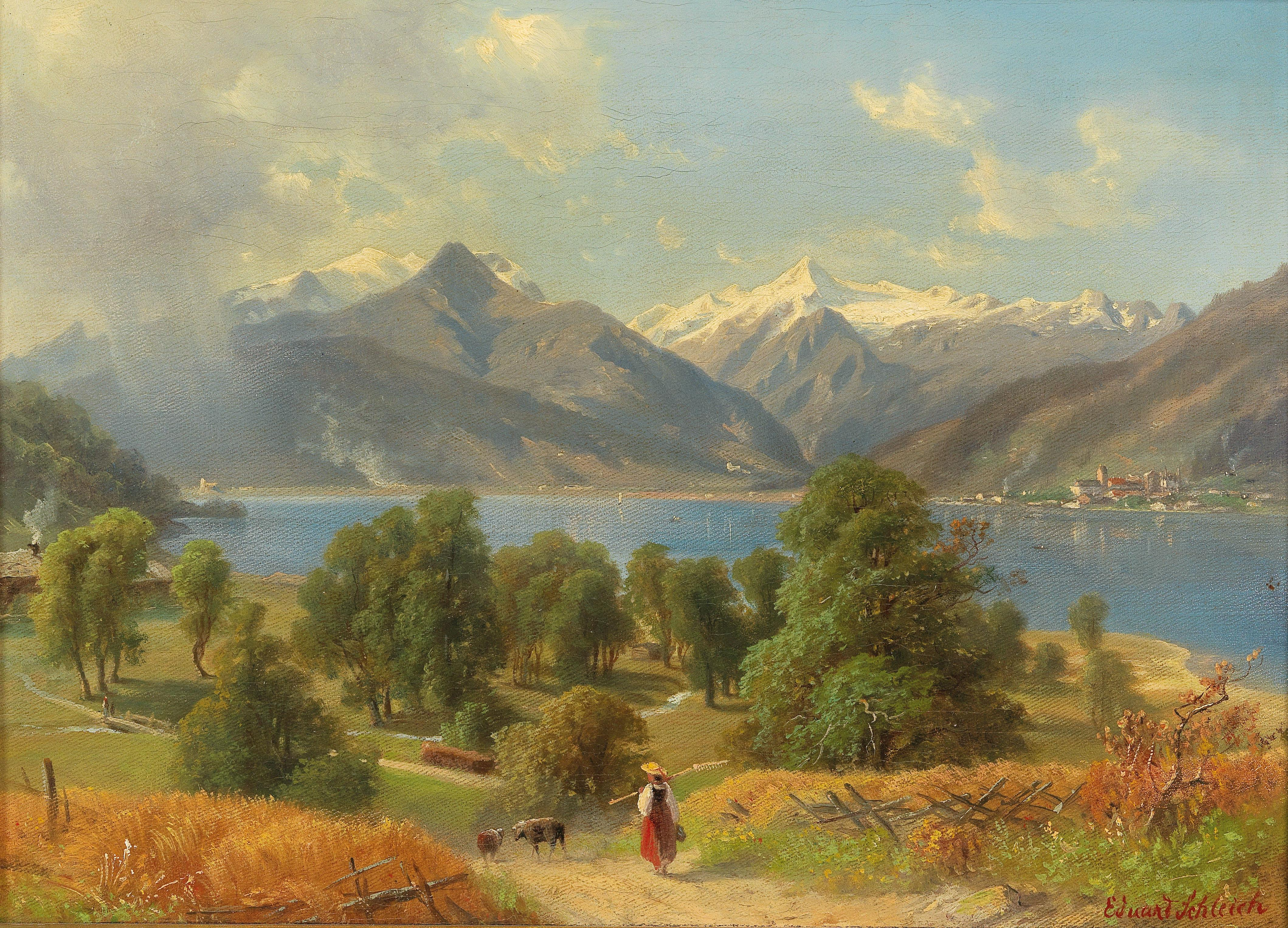
Eduard Schleich: Partie am Zeller See mit Blick auf Zell am See und Kitzsteinhorn Öl auf Leinwand, 35 × 48 cm

Eduard Schleich wurde 1853 als Sohn des Malers Eduard Schleich der Ältere geboren. Schleich besuchte die Volks- und Lateinschule und absolvierte 1872 das Gymnasium. Schon in dieser Zeit war er Schüler von Julius Zimmermann.
Der Vater schickte den Sohn nach dem Abitur auf das Polytechnikum München, wo er sich zum Architekten ausbilden lassen sollte, weil der Vater gegen eine künstlerische Ausbildung war. Während Schleich in den künstlerischen Fächern hervorragend abschnitt, fielen ihm die technischen Fächer schwer, so dass der Vater ein Einsehen hatte. Er vermittelte dem Sohn erst selbst die Grundlagen und schickte ihn dann zur Ausbildung zu Joseph Wenglein.
Schleich arbeitete als Landschaftsmaler. Anders als bei seinem Vater spielten bei ihm die Staffagefiguren eine bedeutende Rolle. Stilistisch gehört er zu den späten Vertretern der Freilichtmalerei, die sich ab den 1890er Jahren dem Impressionismus zuwandten.
Im Herbst 1891 erkrankte Schleich psychisch und starb schließlich zwei Jahre später in einer psychiatrischen Klinik. Sein Sohn war der Offizier und Politiker Eduard von Schleich.